# Melieria nana
Melieria nana är en tvåvingeart som först beskrevs av Friedrich Hermann Loew 1873.  Melieria nana ingår i släktet Melieria och familjen fläckflugor.
Artens utbredningsområde är Spanien. Inga underarter finns listade i Catalogue of Life.